# Тубинский (Башкортостан)
Ту́бинский (баш. Түбә) — село в Баймакском районе Башкортостана России. Административный центр Тубинского сельсовета. Согласно переписи 2020 года население составляло 1159 человек.

## Географическое положение
Расположено на юго-востоке республики, в 450 км на северо-запад от столицы республики города Уфы.
Расстояние до:
- районного центра (Баймак): 42 км,
- ближайшей железнодорожной станции (Сибай): 79 км.

Густые леса, некогда произраставшие вокруг Тубинского, были сведены, вместо них остались безлесые возвышенности. В северной части села есть небольшой пруд Сапсал с вытекающей из него одноимённой рекой. Пруд сооружен в 1950-х гг. с целью разведения ценных промысловых рыб.

## История
Населённый пункт был основан в связи с открытием довольно крупного месторождения россыпного золота в 1914 году. Возникла Тубинская бегунная фабрика, построены башкирская и русская школы, больница, пожарная часть. Во время Великой Отечественной войны с Тубинского месторождения в Москву было отправлено свыше 40 тонн золота. К 1960 году запасы золота на руднике были истощены. Бегунная фабрика была реорганизована в завод замочно-скобяных изделий.
В 1990-е годы после распада СССР завод ЗСИ прекратил работу. Поскольку посёлок лишился градообразующего предприятия, в 2004 году было принято решение сменить статус поселка на село.
В настоящее время большая часть населения занимается сельским хозяйством, меньшая часть занята в сфере обслуживания и обеспечения жизнедеятельности (средняя школа, больница, пожарная часть, АЗС, детский дом, сельсовет, клуб, библиотека).

## Население
| 1959  | 1970  | 1979  | 1989  | 2002  | 2009  | 2010  |
| ----- | ----- | ----- | ----- | ----- | ----- | ----- |
| 4321  | ↘2781 | ↘1798 | ↘1608 | ↘1385 | ↗1421 | ↘1228 |
| 2012  | 2013  | 2014  | 2015  | 2016  | 2017  |       |
| ↘1193 | ↘1188 | ↗1195 | ↘1170 | ↘1162 | ↗1229 |       |

## Религия
В селе есть мечеть.

## Известные жители
В 1938—1942 гг. в школе посёлка Тубинского работал учителем немецкого языка Ахнеф Ахметович Юлдашев.